# Incidente de Amakasu

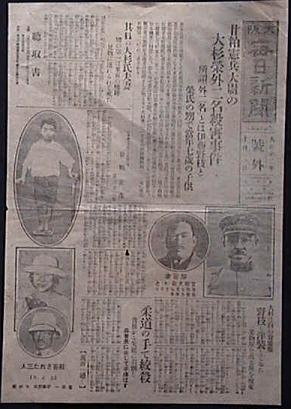
La página del diario Mainichi Shimbun que relata la muerte de Noe Itō, de Sakae Ōsugi y de su sobrino.

El Incidente de Amakasu (甘粕事件 Amakasu-jiken?) fue un suceso luctuoso que tuvo lugar en la ciudad de Tokio en septiembre de 1923, durante el cual fueron asesinados dos prominentes anarquistas japoneses y un niño por un escuadrón de la policía militar nipona.
El 16 de septiembre de 1923, tras los devastadores efectos del gran terremoto de Kantō, en medio del caos imperante las autoridades perpetraron masacres contra ciertos colectivos. Por temor a que los anarquistas aprovechasen la catástrofe para derrocar el gobierno, un escuadrón de la Kenpeitai (policía militar) comandado por el lugarteniente Masahiko Amakasu arrestó a Sakae Ōsugi, Noe Itō y al sobrino de Sakae de tan solo seis años. Los tres fueron detenidos, linchados hasta la muerte y sus cuerpos posteriormente fueron arrojados en un pozo situado cerca de la jefatura de policía. Otra versión sostiene que Itō y Ōsugi fueron estrangulados en sus celdas.
El asesinato de esos anarquistas conocidos, además del niño, sorprendió y escandalizó a muchos japoneses. El autor del crimen, Masahiko Amakasu, fue condenado a diez años de cárcel pero fue puesto en libertad después de tres años. Se benefició de una amnistía proclamada con motivo del ascenso de Hirohito al trono imperial, en 1926, y años después sería destinado a Manchukuo.
La película Eros + Massacre, estrenada en 1969, trata este acontecimiento.